# Nissan Pao
Nissan Pao — ретро-стилизованный трёх-дверный хетчбэк, выпускавшийся компанией Nissan с 1989 по 1991 годы, и изначально продававшийся исключительно в Японии через сеть Nissan Cherry Store.
Впервые представленный на Токийском автосалоне в октябре 1987 года, Пао был доступен с текстильным люком или без него, и изначально появился на рынке не под маркой Nissan и только по предварительному заказу, проходившему с 15 января по 14 апреля 1989 года.
Из-за того, что автомобили Pao, Figaro, Be-1 и S-Cargo строились на заводе Pike, они известны как «Pike cars».
В 2011 году, журналист Фил Паттон, писавший для New York Times, называется эти автомобили «высотой постмодернизма» и «беззастенчивым ретро, беспорядочно сочетающими в себе элементы Citroën 2CV, Renault 4, Mini [и] Fiat 500».

## История

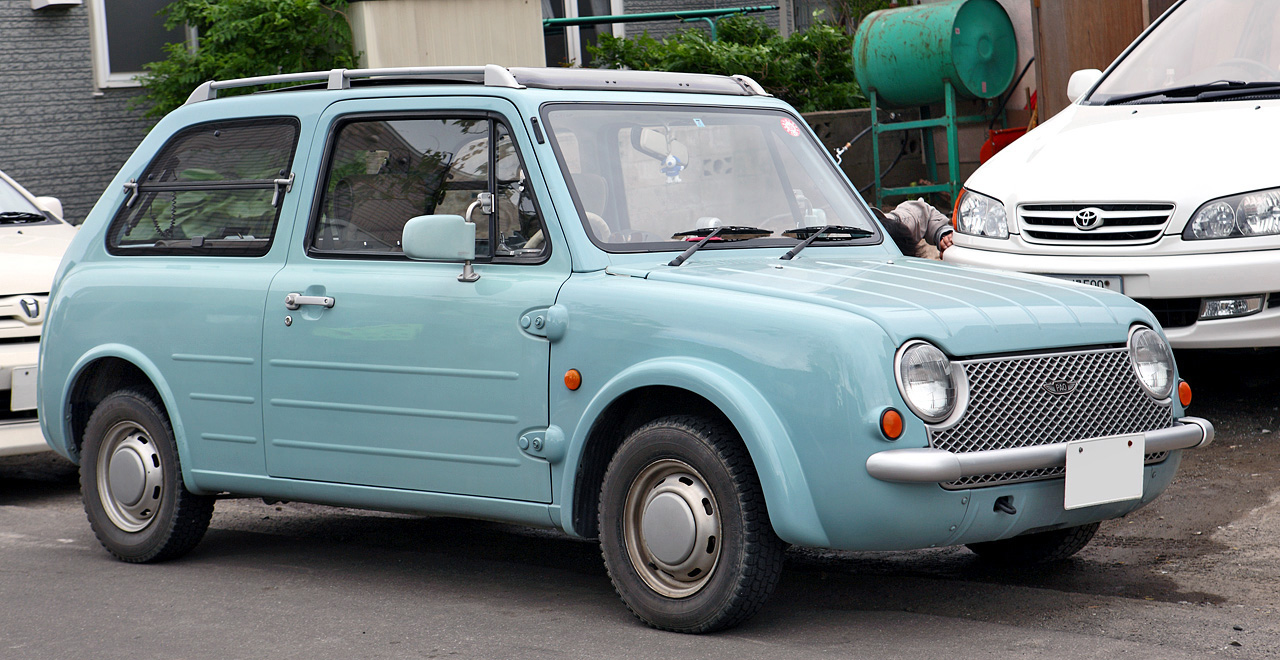
Nissan Pao

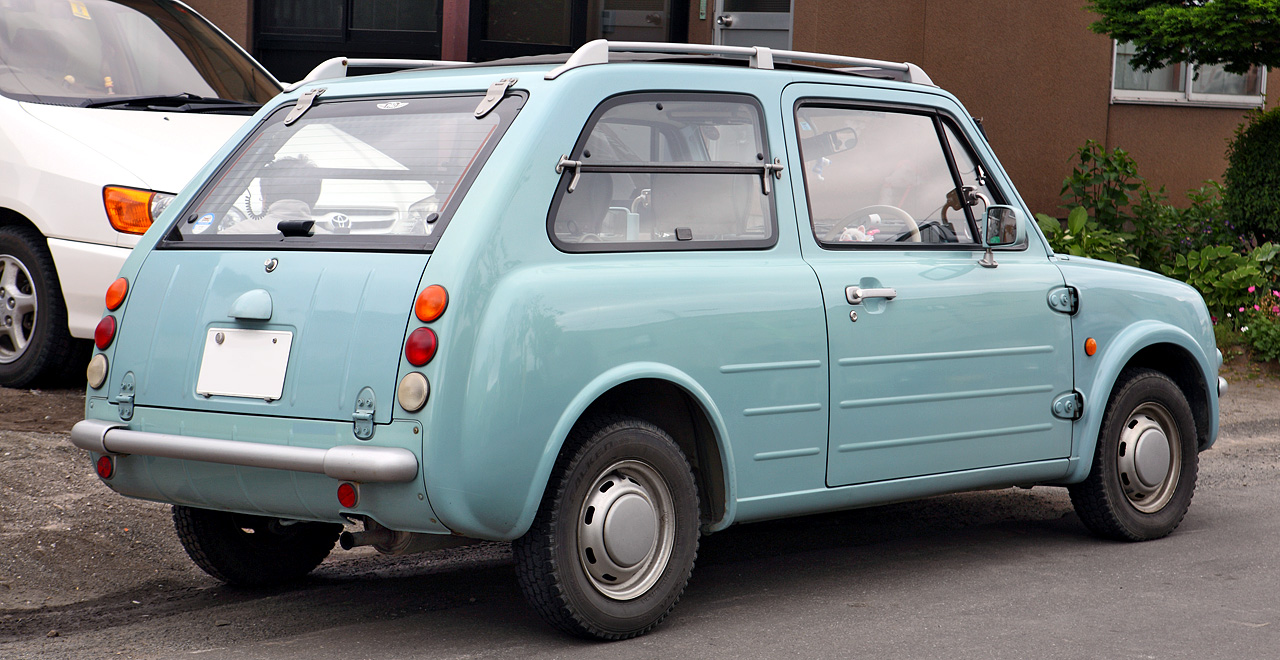
Вид сзади

Автомобиль стал частью серии «Pike», он был разработан как ретро городской автомобиль на пресс-формах Be-1. Она получила внешние дверные петли, аналогичные Austin Mini 1960-х годов, ставшие модными в Японии, съёмная матерчатая крыша, как у Citroën 2CV, и двустворчатая задняя дверь, как на первом британском хетчбэке автомобиля Austin A40 Farina Countryman. Be-1, Pao, Figaro и S-Cargo были попытками создать автомобили с дизайном, подходящим под Panasonic, Sony и другие продукты персональной электроники.
Двигатель MA10S, объёмом 1,0 литр (987 куб.см), устанавливался от автомобиля March/Micra в сочетании с трёх-скоростной автоматической или пяти-ступенчатой механической коробкой передач. Двигатель выдавал мощность 52 л.с. (38 кВт) при 6000 оборотах в минуту и 75 Нм крутящего момента при 3600 оборотах в минуту.
Шасси получило реечное рулевое управление, независимую подвеску со стойками спереди и четырёх-рычажную с пружинами сзади. Тормоза спереди дисковые, сзади барабанные. Размер шин — 155/SR12. Дизайн Pike cars (за исключением Figaro), как правило, приписывают Наоки Сакаи, который также участвовал в создании автомобили компании Toyota, которые повторяли серию «Pike».
Машина продавалась в течение 3-х месяцев, начиная с января 1989 года. В общей сложности выпущена 31 тысяча таких автомобилей.